# Sebastián de Albero
Sebastián de Albero (Roncal, 10 giugno 1722 – Madrid, 30 marzo 1756) è stato un clavicembalista e organista spagnolo, primo organista della Cappella Reale di Madrid tra il 1748 e il 1756 e musicista da camera del re Ferdinando VI di Spagna. Rimangono trenta sonate per clavicordo, che furono pubblicate nel 1978 a Madrid insieme ad altre opere tripartite (recercata, fuga e sonata) per tastiera.

## Biografia
Sebastián de Albero entrò nel 1734 nel coro dei bambini della cattedrale di Pamplona in età già tarda, il che portò a supporre che avesse avuto una precedente formazione musicale. Rimase lì fino al 1739, allargando le sue conoscenze con il maestro di cappella della cattedrale, Miguel Valls, e il suo successore, Andrés de Escáregui e approfondendo lo studio della musica per tastiera e della composizione.
Si ha notizia che nel 1746 ottenne la posizione di organista della Cappella Reale di Madrid, dove la sua missione di base era di provvedere alla musica per il re Ferdinando VI, al quale avrebbe dedicato le sue Obras para clavicordio y pianoforte. Lì entrò in contatto con eccellenti compositori, come José de Nebra e Domenico Scarlatti, che era l'insegnante di musica della moglie di Fernando VI, Maria Barbara di Braganza.
Sebastián de Albero morì alla giovane età di 33 anni, lasciando poche ma magnifiche opere per pianoforte che rappresentano uno dei vertici del pianoforte spagnolo della scuola del XVIII secolo. Secondo Genoveva Gálvez le sonate di Sebastián de Albero mostrano una malinconia che anticipa il lavoro di Chopin, che lo caratterizza come un precursore dello stile malinconico o sentimentale.
Nel suo lavoro si possono notare le influenze francesi, specialmente nelle sue recercatas. Quei tratti erano forse dovuti al palcoscenico di Navarra, dove l'influenza della musica del paese vicino era evidente. Tuttavia il carattere del suo lavoro per pianoforte è tipicamente spagnolo, con uno stile con frequenti cambiamenti di modalità e ritmo e costanti modulazioni molto incisive.

## Lavori
Il suo lavoro è conservato in due manoscritti:
- Trenta sonate per clavicordo, conservate nella Biblioteca Marciana de Venezia. In esse si apprezza una coraggiosa invenzione armonica, con continui cambiamenti del modo maggiore con il minore. Si osserva anche la presenza di elementi appartenenti alle scale frigie e gli improvvisi salti in un'altra tonalità, tratti che sono tutti consueti nel pianoforte spagnolo di quel secolo e forse anche tipici dei gusti della famiglia reale, dal momento che compaiono anche nelle sonate di Domenico Scarlatti.[1]

- Opere per clavicordo o pianoforte, nella biblioteca del Conservatorio di Madrid. Si tratta di circa sei opere con struttura tripartita di recercata, fuga e sonata.